# Boxe aux Jeux panaméricains de 1959
Navigation
Édition précédente Édition suivante
Les compétitions de boxe anglaise des Jeux panaméricains 1959 se sont déroulées du 27 août au 7 septembre à Chicago, États-Unis.

## Résultats

### Podiums
| Catégories                    | Or                 | Argent              | Bronze           |
| Poids mouches (-51 kg)        | Miguel Angel Botta | José Neves          | Tito Blanco      |
| Poids coqs (-54 kg)           | Waldo Claudiano    | Carlos Cañete       | Petros Spanakos  |
| Poids plumes (-57 kg)         | Carlos Aro         | Charles Brown       | Mario Garate     |
| Poids légers (-60 kg)         | Abel Laudonio      | Gualberto Guttierez | Marío Romero     |
| Poids super-légers (-63,5 kg) | Vincent Shomo      | Luis Aranda         | Humberto Dip     |
| Poids welters (-67 kg)        | Alfredo Cornejo    | Aurelio González    | Manuel Alves     |
| Poids super-welters (-71 kg)  | Wilbert McClure    | José Burgos         | Helio Crescencio |
| Poids moyens (-75 kg)         | Abrao de Souza     | Bob Foster          | Carl Crawford    |
| Poids mi-lourds (-81 kg)      | Amos Johnson       | Rafael Gargiulo     | Carlos Lucas     |
| Poids lourds (+81 kg)         | Allen Hudson       | Eduardo Corletti    | Jurandyr Nicolau |

### Tableau des médailles
| Place | Pays             | Médaille d'or, Amérique | Médaille d'argent, Amérique | Médaille de bronze, Amérique | Total |
| ----- | ---------------- | ----------------------- | --------------------------- | ---------------------------- | ----- |
| 1     | États-Unis       | 4                       | 2                           | 1                            | 7     |
| 2     | Argentine        | 3                       | 5                           | 0                            | 8     |
| 3     | Brésil           | 2                       | 1                           | 3                            | 6     |
| 4     | Chili            | 1                       | 0                           | 2                            | 3     |
| 5     | Venezuela        | 0                       | 1                           | 2                            | 3     |
| 6     | Uruguay          | 0                       | 1                           | 0                            | 1     |
| 7     | Jamaïque         | 0                       | 0                           | 1                            | 1     |
| 7     | Panama           | 0                       | 0                           | 1                            | 1     |
| Total | 8 pays médaillés | 10                      | 10                          | 10                           | 30    |